# Atrahasis

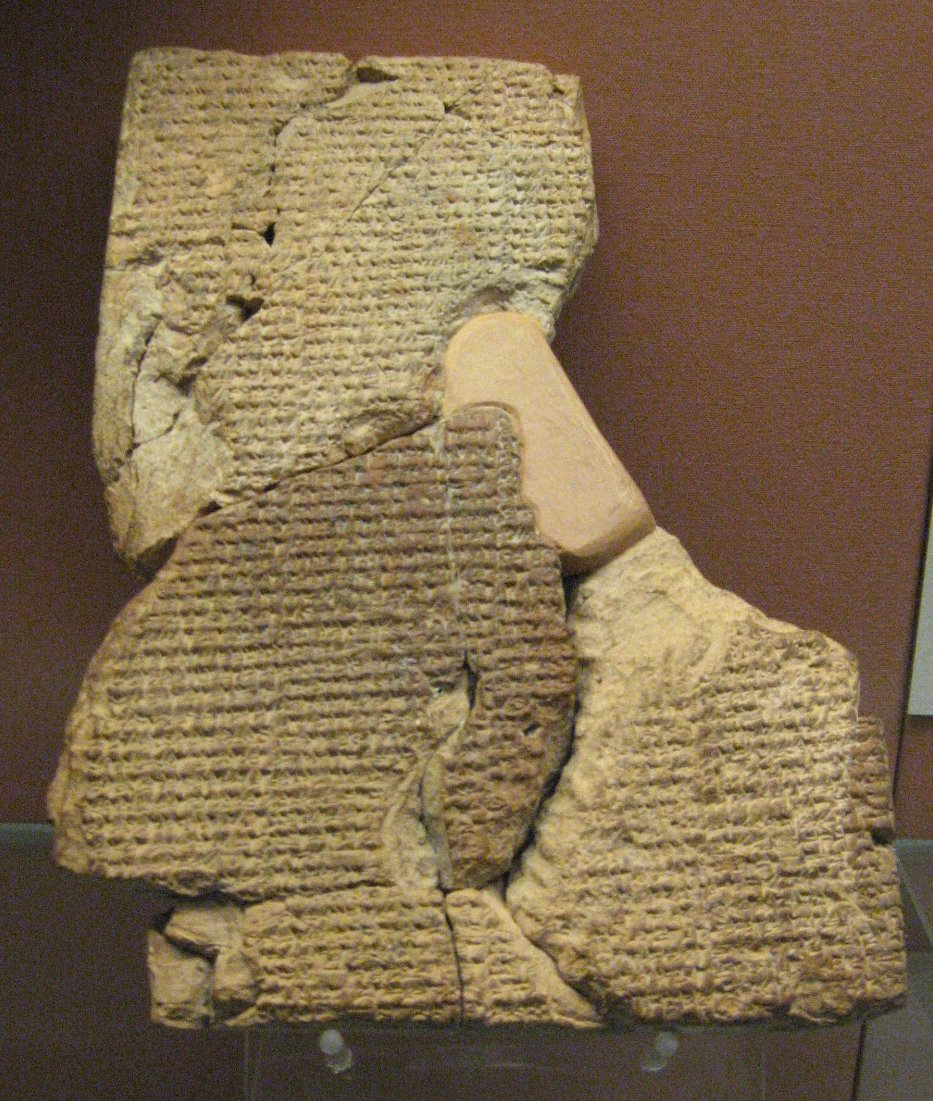
Tablilla cuneiforme con la historia de Atrahasis en el Museo Británico.

Atrahasis, también Atar-hasis y Atram-hasis, es un término acadio que da nombre a un manuscrito firmado y datado por un tal Ipiq-aya en tiempos de Ammi-Saduqa, que reinó desde 1646 a. C. hasta 1626 a. C. Es un extenso poema que abarca desde el origen del mundo a la creación del hombre, comprendiendo la narración del Diluvio, entre otras. Actualmente la copia más antigua y completa se encuentra en el Museo Británico de Londres en el salón 56 Mesopotamia, identificado como ME-78941.

## La historia
La historia de Atrahasis, también conocido como Utnapishtim (para los babilonios) o Ziusudra (para los sumerios), que es el protagonista del poema que lleva su nombre, empieza mucho antes de que este entre en escena, y antes de que el hombre fuera pensado y creado, en tiempos en que los dioses menores tenían que drenar los canales, cavar zanjas y hacer todo el trabajo pesado.
Los dioses tuvieron que drenar los ríos y limpiar los canales, 
y las fronteras de la vida de la tierra,
los dioses drenaron el lecho del Tigris
y luego ellos drenaron el Éufrates.
Después de 3600 años de este trabajo, los dioses finalmente comienzan a quejarse. Deciden declararse en huelga, quemando sus instrumentos de trabajo y rodeando "la vivienda del dios principal, Enlil (su templo)”. Nusku, el visir de Enlil, lo busca y lo encuentra descansando en su cama, y lo alerta de la muchedumbre enfadada afuera. Estos asustan a Enlil (su cara es descrita como "cetrino como un tamarisco"). Nusku aconseja a Enlil que convoque a otros grandes dioses, sobre todo a Anu (el dios de cielo) y a Enki (el dios inteligente del Apsu). Anu aconseja que se averigüe quién es el cabecilla de la rebelión y envían a Nusku para preguntar a la muchedumbre de los dioses cuál es su líder. Las respuestas de la muchedumbre es: "¡Cada uno de nosotros dioses ha declarado la guerra!"
¡Belit-ili la diosa madre (diosa de la matriz o diosa del útero) está presente,
Dejad a la diosa madre crear al descendiente,
y dejad al hombre llevar la carga de los dioses!
Cuando los dioses superiores ven que el trabajo de los dioses inferiores es demasiado pesado, deciden sacrificar a uno de los rebeldes, para el bien de todos. Ellos tomarán a un dios, lo matarán, y crearán a la humanidad, mezclando la carne del dios y su sangre con la arcilla. Luego, Enki les instruye sobre rituales de purificación para el primero, el séptimo y el decimoquinto día de cada mes. Los dioses sacrifican a Geshtu-E, "un dios que tenía la inteligencia" (su nombre significa, piensa, "el oído" o “la sabiduría”) y la humanidad se forma de su sangre y de arcilla. Después de que la diosa madre mezcla la arcilla, todo el conjunto de dioses escupen saliva sobre ello. Entonces Enki y la diosa madre toman la arcilla en "la habitación del destino", donde
Las diosas madres (diosas de la matriz o diosas del útero) fueron montadas. 
Él (Enki) mezcló la arcilla en presencia de Ella (Belit-ili, también Ninhursag, o Aruru, o Dingirmakh, o Ninhursaga, o Ninmah o Nintu/Antu)
Que se mantuvo recitando un conjuro,
Mientras Enki, se quedaba y presenciaba todo, él le hizo recitar.
Cuando ella hubo terminado su conjuro,
Pellizcó catorce pedazos de arcilla, y puso dos juegos,
Siete pedazos a la derecha, siete a la izquierda.
Entre ellos, ella dejó un ladrillo de fango.
La creación del hombre parece ser descrita aquí como si fuera análoga o similar al proceso de hacer ladrillos: primero el amasado de la arcilla y luego se aprietan las partes, que se harán ladrillos. Aquí, las siete partes de la derecha se hacen machos y las siete de la izquierda se hacen hembras. El ladrillo que se coloca entre los dos grupos puede ser un símbolo del feto, ya que cuando los trocitos de arcilla están listos para ser "nacidos", su nacimiento es descrito como esto:
Cuando el décimo mes vino, Ella [la diosa del nacimiento] junto a su personal, abrió la matriz.
Tal como alguien pone una espátula de madera en un horno de ladrillos para quitar los ladrillos, la diosa de la matriz o la comadrona usa un asistente para comprobar y ver si la matriz (útero) se ha dilatado bastante para el nacimiento. Después de que los siete hombres y siete mujeres nacen, la diosa del nacimiento da reglas para que se hagan celebraciones en el nacimiento: ellos deberían durar durante nueve días en los cuales un ladrillo de barro debería ser dejado. Después de nueve días, el marido y la esposa podrían reasumir relaciones conyugales.
Al principio, la solución de los dioses con sus dificultades va bien: los hombres hacen nuevos picos y azadas, y cavan canales más grandes para alimentarse, tanto ellos como a los dioses. Pero después de 1200 años, la población se ha reproducido tanto que Enlil tiene problemas para dormir:
El país era tan ruidoso como un toro que bramaba.
Los dioses crecían agitados y sin paz, con los disturbios ensordecedores,
Enlil también tuvo que escuchar el ruido.
Él se dirigió a los dioses superiores,
El ruido de la humanidad se ha hecho demasiado grande,
pierdo el sueño con los disturbios.
Dé la orden de que la surrupu (enfermedad) estalle.
La plaga estalla, pero Atrahasis, el sabio, apela a su dios Enki para que le ayude. Este le aconseja que haga que la gente deje de rezar a sus dioses personales y comience a rezar y a ofrecer sacrificios al dios de la plaga, Namtar. Namtar se siente tan avergonzado por este espectáculo de atención que limpia "lejos sus manos" y declara el final de la plaga. 
Después de otros 1200 años, la humanidad nuevamente se ha multiplicado, al punto de que se violan las ordenanzas de Enlil acerca del ruido. Esta vez Enlil decide una sequía para reducir el número de habitantes y consigue que Adad, el dios de las lluvias y los truenos, contenga las lluvias. Otra vez Atrahasis apela a Enki, y otra vez él le aconseja concentrar la adoración en un dios responsable. Adad también se siente avergonzado y libera su lluvia. 
Otros 1200 años pasan, y el ruido se hace enorme. Esta vez Enlil quiere asegurarse de que ningún dios pueda debilitar su resolución, entonces declara "un embargo general de los regalos de toda la naturaleza. Anu y Adad debían guardar el cielo, Enlil la tierra, y Enki las aguas, y ver que ningún medio de alimentación alcance a la raza humana". Además, Enlil decreta la infertilidad:"Que la matriz quede demasiado apretada para dejar (salir) al bebé fuera". Las cosas finalmente se ponen bastante mal: 
Cuando el segundo año llegó, los hombres ya habían agotado lo almacenado.
Cuando el tercer año llegó, las miradas y la belleza de la gente
Fueron cambiadas por el hambre.
Cuando el cuarto año llegó, su estampa y porte habían declinado,
Sus hombros de buen semblante, se sentó con los hombros caídos,
La gente salió ante el público encorvada.
Cuando el quinto año llegó, una hija miraría a su madre;
Una madre no abriría la puerta a su hija.... 
Cuando el sexto año llegó
Ellos sirvieron a una hija para una comida,
Servida de un hijo para el alimento.
Aunque aquí las tablillas están rotas y el texto está fragmentado, parece que Enki frustra el plan de “hambre completa” y libera grandes cantidades de pescado para alimentar a la gente hambrienta. Enlil se pone furioso con Enki, pero la rotura está al mismo nivel del resto de los dioses, y él además va contra un plan con el cual todos habían estado de acuerdo. Convencido de borrar a la humanidad de la faz de la tierra, Enlil decide dos cosas: Enki creará una inundación para borrarlos y lo forzará a jurar para no interferir con la destrucción. Enki se opone a la idea de la inundación ("¿Por qué debería yo usar mi poder contra mi gente?… ¡Esa clase de trabajo es para Enlil!"), pero al parecer, finalmente tiene que prestar juramento.
Después de otra rotura, el texto continúa con Enki que se dirige a Atrahasis (¡todavía vivo, después de todos estos años!) para advertirle de la inundación inminente. En realidad Enki habla a las paredes de la choza de caña de Atrahasis para no actuar en contra de su juramento:
¡Pared, escúchame atentamente!
¡Choza de caña, asegúrate tú, de escuchar todas mis palabras!
Desmonta la casa y construye un barco...
¡Que la azotea sea como el Apsu, que ni el sol pueda penetrar dentro!
Haz cubiertas superiores e inferiores,
al abordar deben ser muy fuertes,
que el betún sea fuerte.
Atrahasis junta a los mayores de Shuruppak y pone una excusa para dejar la ciudad: dice que Enki y Enlil están enfadados el uno con el otro y que Enki le ha mandado que vaya al borde del agua. Cosa que hace, y allí construye su barco y lo llena con cada tipo de animal (el texto está fragmentado aquí) y su familia. Adad comienza a tronar, y enfermo con el destino inminente ("su corazón se rompía y él vomitaba la bilis"), Atrahasis sella por encima la puerta del barco con el betún. La tormenta y la inundación resultan ser más de lo que los dioses planearon:
Como un asno salvaje que grita los vientos aullaron,
la oscuridad era total, no había ningún sol....
Como para Nintu la “Gran Amante”, 
Sus labios se resecaron por la escarcha.
Los grandes dioses, los Annuna, 
Estaban sedientos y hambrientos. 
La diosa miró y lloró...
La gran diosa madre se queja amargamente de los defectos de Enlil y de Anu, como funcionarios con poder de decisión, y llora por los humanos muertos que "obstruyen el río como libélulas." También, "ella añoró la cerveza (en vano)." Ahora esto es la vuelta de los dioses a pasar hambre: "como la oveja, ellos sólo podrían llenar sus tráqueas del balar. / Sediento como ellos, estaban sus labios / Descargados sólo la escarcha de hambre ". Después de siete días y noches de lluvia, la inundación disminuye, Atrahasis desembarca y ofrece un sacrificio. Los dioses hambrientos huelen la fragancia y se juntan "como moscas (que) vuelan sobre el ofrecimiento". En otro pasaje mutilado del texto, la gran diosa se entusiasma y jura con un collar, con el que ella recordará la inundación. Enlil descubre el barco y se pone furioso, sabiendo que sólo Enki podría haber sido bastante inteligente para salir con este nuevo truco. Enki admite que él advirtió a Atrahasis, "ante el desafío" de Enlil: "Me aseguré de que la vida fuera conservada". El texto está fragmentado en este punto, pero al parecer Enki persuade a Enlil de adoptar un plan más humano (menos drástico) para tratar con el problema demográfico y de ruido. Enki y la diosa de la matriz Nintu deciden que de allí en adelante un tercio de las mujeres no dará a luz satisfactoriamente: un demonio Pasittu "arrebatará al bebé del regazo de su madre". Ellos también crean varias clases de mujeres al servicio de los templos a las que no permiten tener hijos.